# Ostatnia Posługa
Ostatnia Posługa (jid. Chesed szel Emes) – nazwa organizacji dobroczynnych (bractw, stowarzyszeń), zajmujących się grzebaniem zmarłych
Przed I wojną światową i w okresie międzywojennym działały m.in.: Towarzystwo „Ostatnia Posługa”; Stowarzyszenie Wzajemnej Pomocy na Wypadek Śmierci pn. „Ostatnia Wzajemna Przysługa”; Towarzystwo „Ostatnia Posługa – Chesed szel Emet”; Praskie Towarzystwo Niesienia Pomocy Osieroconym Rodzinom Żydowskim „Chesed szel Emes”.
Prezesem jednego ze związków był Hilary Tempel. Niektóre nekrologi w  Naszym Przeglądzie pochodziły od Zarządu Stowarzyszenia Ostatnia Wzajemna Posługa.